# Pleurobrachia latipharyngea
Pleurobrachia latipharyngea är en kammanetart som beskrevs av Dawydoff 1946. Pleurobrachia latipharyngea ingår i släktet Pleurobrachia och familjen Pleurobrachiidae. Inga underarter finns listade i Catalogue of Life.